# Evgenij Michajlovič Beljaev
Evgenij Michajlovič Beljaev (in russo Евгений Михайлович Беля́ев?; Klincy, 11 settembre 1926 – Mosca, 21 febbraio 1994) è stato un tenore e militare sovietico, poi russo.
Dal 1947 è stato solista del coro militare del distretto dei Carpazi e nel periodo tra il 1953 ed il 1955 nel distretto militare di Kiev. A partire dal 1955 ha fatto parte del coro dell'Armata Rossa. Nel 1968 si è laureato presso l'istituto di musica e pedagogia di Mosca.
Nel 1967 è stato nominato artista del popolo dell'Unione Sovietica e nel 1978 ha ricevuto il premio di Stato dell'Unione Sovietica.